# Bergen (Tettsted)
Bergen ist ein Tettsted und eine Stadt in der gleichnamigen norwegischen Kommune Bergen in der Provinz (Fylke) Vestland. Die Stadt stellt das Verwaltungszentrum der Kommune Bergen und des Fylkes Vestland dar. Der Tettsted Bergen und damit das Stadtgebiet Bergens hat 272.125 Einwohner (Stand: 1. Januar 2024). Im politischen Sprachgebrauch wird die Stadt Bergen häufig mit der Kommune Bergen gleichgesetzt.

## Lage und Einwohner

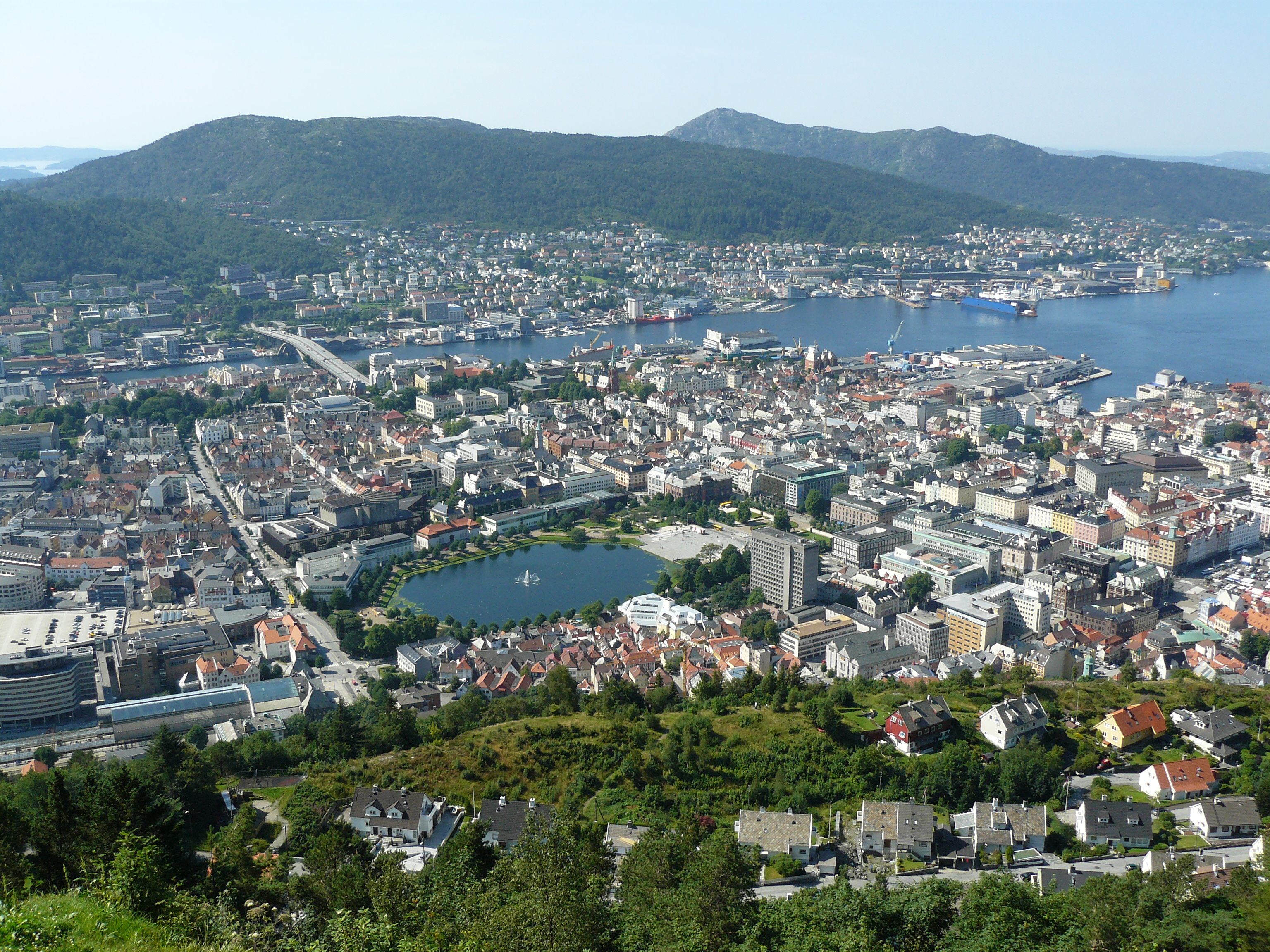
Blick auf die Stadt Bergen

Bergen ist ein sogenannter Tettsted, also eine Ansiedlung, die für statistische Zwecke als eine Ortschaft gewertet wird. Bergen ist nach dem Tettsted Oslo der zweitgrößte des Landes. Der Tettsted Bergen liegt in der gleichnamigen, aber flächenmäßig größeren Kommune Bergen. In dieser liegen neben der Stadt Bergen noch weitere Tettsteder. Der Großraum Bergen umfasst neben der Stadt und der Kommune Bergen auch weitere umliegende Kommunen.
Die Stadt liegt im Westen der Halbinsel Bergenshalvøya an der norwegischen Westküste. Das Stadtzentrum erstreckt sich entlang der Bucht Vågen am inneren Byfjord.
| Jahr          | 1960    | 1970    | 1980    | 1990    | 2000    | 2011    | 2020    | 2024    |
| ------------- | ------- | ------- | ------- | ------- | ------- | ------- | ------- | ------- |
| Einwohnerzahl | 152.121 | 182.265 | 180.959 | 187.382 | 205.759 | 235.046 | 259.958 | 272.125 |

## Klima
Bergen gilt als besonders regenreiche Stadt. Etwas weiter im Landesinneren, beispielsweise in der Kommune Samnanger, liegen jedoch Gebiete mit höheren Niederschlagsmengen, da es dort wegen der höheren Berge zu mehr Steigungsregen kommt.
|                       | Jan  | Feb  | Mär | Apr | Mai  | Jun  | Jul  | Aug  | Sep  | Okt  | Nov | Dez |   |      |
| Mittl. Tagesmax. (°C) | 3,5  | 3,8  | 6,0 | 9,0 | 14,1 | 17,0 | 18,2 | 17,9 | 14,6 | 11,3 | 6,8 | 4,6 | ⌀ | 10,6 |
| Mittl. Tagesmin. (°C) | −0,5 | −0,4 | 0,4 | 3,0 | 6,6  | 10,1 | 11,5 | 11,4 | 9,0  | 6,5  | 2,7 | 0,8 | ⌀ | 5,1  |
|                       |      |      |     |     |      |      |      |      |      |      |     |     |   |      |
| Niederschlag (mm)     | 190  | 152  | 170 | 114 | 106  | 132  | 148  | 190  | 283  | 271  | 259 | 235 | Σ | 2250 |
|                       |      |      |     |     |      |      |      |      |      |      |     |     |   |      |
| Sonnenstunden (h/d)   | 0,6  | 2,0  | 3,0 | 4,9 | 6,0  | 6,3  | 5,4  | 4,6  | 2,9  | 1,9  | 0,9 | 0,4 | ⌀ | 3,2  |
|                       |      |      |     |     |      |      |      |      |      |      |     |     |   |      |
| Regentage (d)         | 20   | 15   | 17  | 13  | 14   | 11   | 15   | 17   | 20   | 22   | 17  | 21  | Σ | 202  |
|                       |      |      |     |     |      |      |      |      |      |      |     |     |   |      |
| Luftfeuchtigkeit (%)  | 78   | 76   | 73  | 72  | 72   | 76   | 77   | 78   | 79   | 78   | 78  | 79  | ⌀ | 76,3 |

| −0,5 |

| −0,4 |

| 0,4 |

| 3,0 |

| 6,6 |

| 10,1 |

| 11,5 |

| 11,4 |

| 9,0 |

| 6,5 |

| 2,7 |

| 0,8 |

| −0,5 |

| −0,4 |

| 0,4 |

| 3,0 |

| 6,6 |

| 10,1 |

| 11,5 |

| 11,4 |

| 9,0 |

| 6,5 |

| 2,7 |

| 0,8 |

## Geschichte
Bergen zählt zu den ältesten Städten Norwegens. Die heutige Stadt entwickelte sich von der Bucht Vågen aus. Den Stadttitel erhielt Bergen unter Olav III. Die Verleihung des Titels wird heute auf das Jahr 1070 datiert. Im Mittelalter wuchs Bergen stark an. Bergen entwickelte sich zu einer wichtigen Handelsstadt. Bedeutendste Importware war Getreide, während Fischwaren aus dem Norden verkauft wurden.
Bis 1299 war Bergen die Hauptstadt Norwegens, bevor wichtige Institutionen nach Oslo umzogen und diese neue Hauptstadt wurde. Ab Mitte des 14. Jahrhunderts ließen sich hanseatische Kaufmänner in Bergen nieder. Diese drängten die norwegischen Händler und Handwerker zurück. Gegen Ende des 15. Jahrhunderts waren von den rund 7000 Einwohnern der Stadt mindestens 900 Deutsche. Sie bauten das Hanseviertel Bryggen auf, das heute UNESCO-Welterbe ist. Im Jahr 1600 hatte Bergen rund 15.000 Einwohner. Bis in das 19. Jahrhundert war Bergen die größte Stadt Norwegens. Im Januar 1916 kam es in Bergen zu einem Großbrand. Innerhalb von zehn Stunden brannten 380 Gebäude im Zentrum der Stadt ab.
Im 19. Jahrhundert begann die Stadt durch die Industrialisierung anzuwachsen und sie wuchs über die damaligen Grenzen der Kommune hinaus. Erst durch die Eingemeindung von Fana, Laksevåg, Åsane und Arna im Jahr 1972 lag wieder die vollständige Stadt in der Kommune Bergen. Zuvor hatte etwa im Jahr 1970 der Tettsted bereits 182.265 Einwohner, während die Kommune Bergen nur 113.351 Einwohner zählte.

## Wirtschaft und Infrastruktur

### Verkehr
Bergen ist ein bedeutender Verkehrsknotenpunkt für Westnorwegen. Durch die Stadt führen die Europastraße 16 (E16) sowie die Europastraße 39 (E39). Die E39 führt von Kristiansand an der Südküste Norwegens durch den Südwesten des Landes Richtung Bergen. Von Bergen aus führt die E39 weiter in den Norden nach Trondheim. Die E16 führt von Bergen aus in das östlich gelegene Landesinnere. Im Südwesten der Stadt liegt der Flughafen Bergen. Der Bahnhof von Bergen wurde 1913 eröffnet. Er ist rund 470 Kilometer vom Osloer Hauptbahnhof Oslo S entfernt, mit der er über die Bahnlinie Bergensbanen verbunden ist. In Bergen befindet sich außerdem der Hafen von Bergen. Dieser ist der südliche Ausgangspunkt für die Schiffslinie Hurtigruten.

### Wirtschaft
Die Schifffahrt ist in der Stadt stark vertreten. In Bergen haben mehrere Reedereien ihren Sitz. Traditionell war auch der Banken- und Finanzsektor wichtig. Die Industrie war hingegen selbst während der Hochzeit der Industrialisierung vergleichsweise unbedeutend und sie ging ab den 1970er-Jahren weiter zurück.

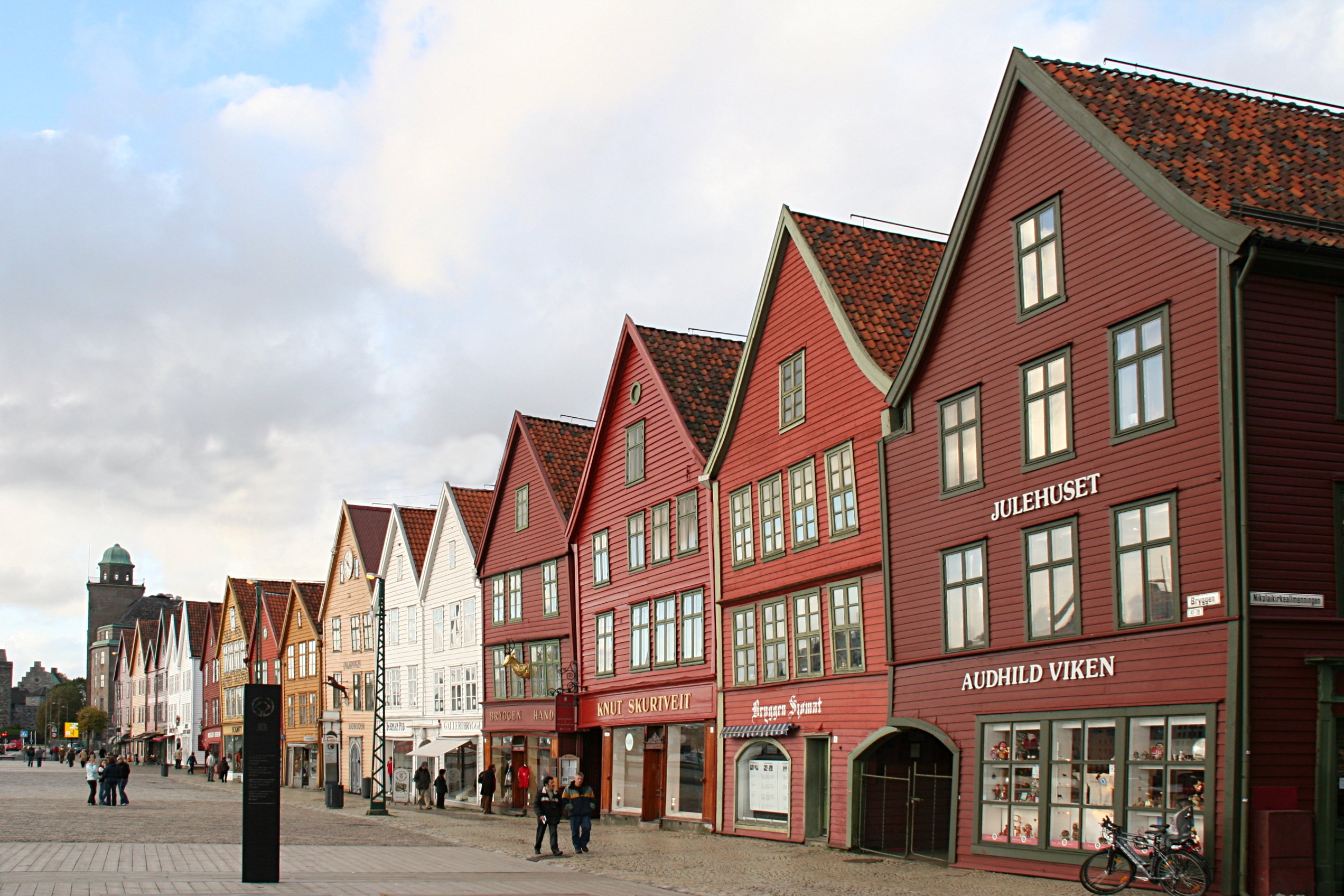
Das Hanseviertel Bryggen
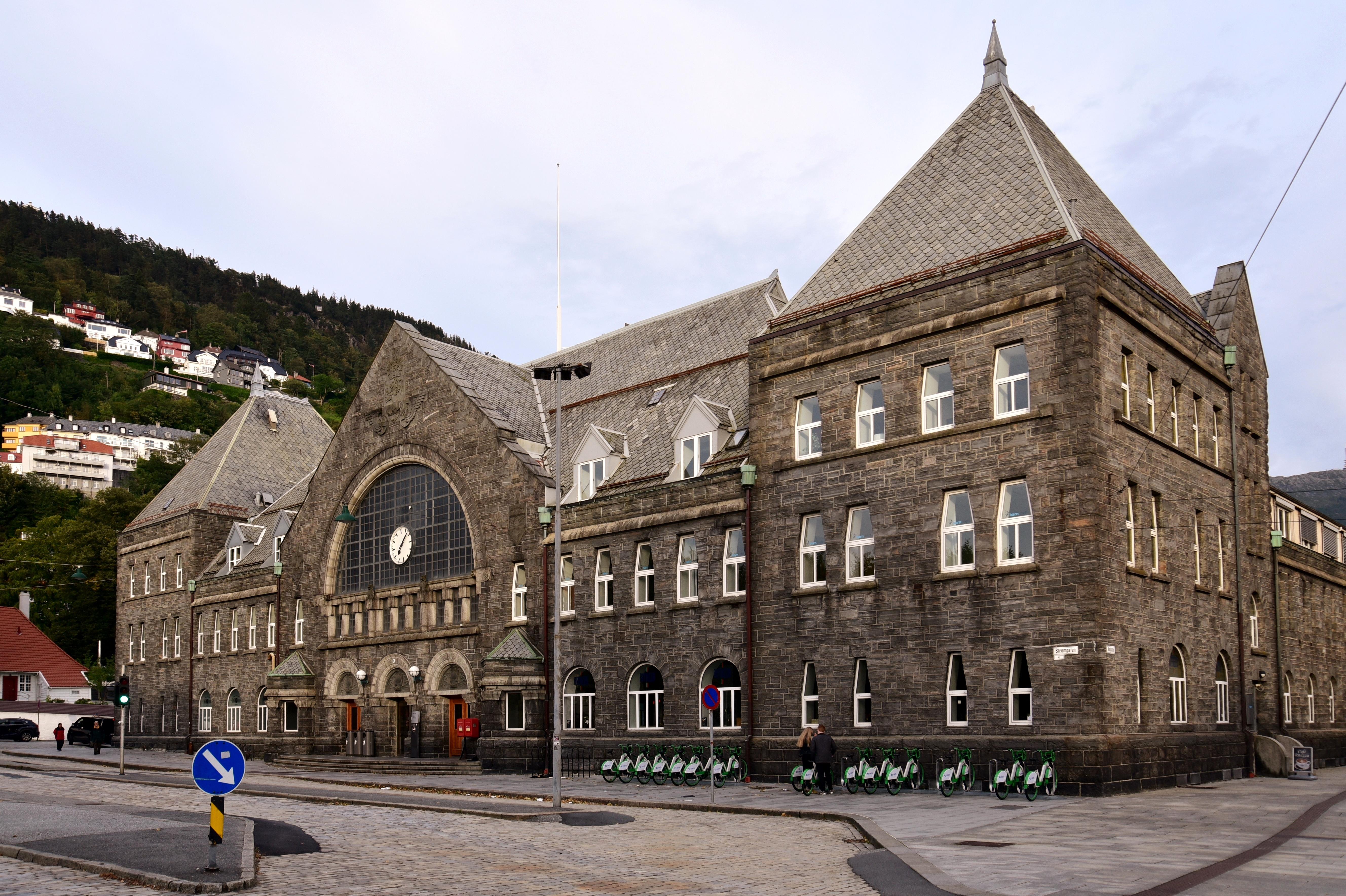
Bahnhof Bergen
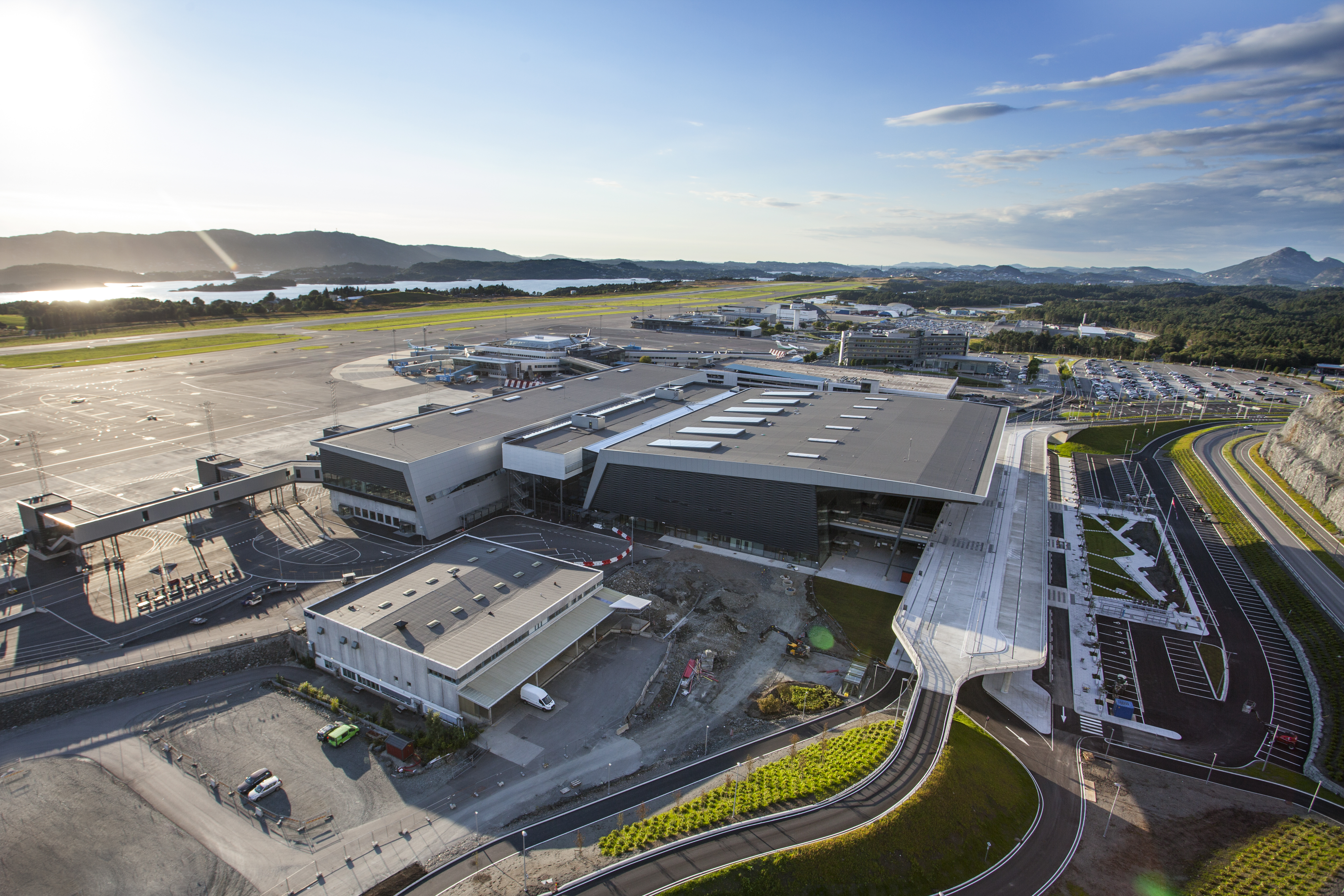
Flughafen Bergen

## Bildung und Kultur
In der Stadt befinden sich mehrere bedeutende Bildungs- und Kultureinrichtungen. Sowohl die Universität Bergen, die Høgskulen på Vestlandet als auch die Norwegische Handelshochschule liegen in Bergen. Das Philharmonische Orchester Bergen tritt in der Grieghalle auf. Das Konzerthaus ist nach dem in Bergen geborenen Komponisten Edvard Grieg benannt. In Bergen liegt zudem der Sitz des Theaters Den Nationale Scene.
Der private Fernsehkanal TV 2 hat seinen Hauptsitz in Bergen, der staatliche Rundfunk Norsk rikskringkasting (NRK) unterhält in der Stadt einen regionalen Sitz. Zeitungen aus der Stadt sind die Bergens Tidende und die Bergensavisen.